# Saint-Élier

Saint-Élier este o comună în departamentul Eure, Franța. În 1 ianuarie 2022 avea o populație de 404 de locuitori.